# Горбачёв, Иван Васильевич
Иван Васильевич Горбачёв (5 июля 1947 — 7 августа 2018) — российский учёный в области технологии уборки и послеуборочной обработки сельскохозяйственных культур, член-корреспондент РАСХН (2005), член-корреспондент Российской академии наук (2014).

## Биография
Родился 5 июля 1947 г. в п. Комаричи Комаричского района Брянской области. Окончил Московский институт инженеров сельскохозяйственного производства им. В. П. Горячкина (МИИСП) (1969) и его аспирантуру (1972). До 1973 г. работал там же научным сотрудником.
В 1973—2008 в МСХА им. К. А. Тимирязева: ассистент, старший преподаватель (1973—1978), доцент (1978—1996), заместитель декана (1991—1993), декан агрономического факультета (1993—2004), заведующий кафедрой (2004—2008).
С 2008 г. академик-секретарь Отделения механизации, электрификации и автоматизации РАСХН.
Доктор сельскохозяйственных наук (1997), профессор (1996), член-корреспондент РАСХН (2005), член-корреспондент РАН (2014).
Работал над решением проблем механизации возделывания, уборки и послеуборочной обработки сельскохозяйственных культур, снижения энергозатрат и потерь урожая.
Автор изобретений, подтверждённых 34 патентами и авторскими свидетельствами.
Скончался 7 августа 2018 года. Похоронен на Перепечинском кладбище (участок 10).

## Награды, премии, почётные звания
Награждён медалью «В память 850-летия Москвы», 4 медалями ВДНХ и ВВЦ.

## Труды
Опубликовал более 300 научных трудов, в том числе 8 монографий, 24 учебников и учебных пособий.
Книги:
- Организация и технология уборки зерновых уборочно-транспортными комплексами: учеб. пособие для сред. проф.-техн. училищ. — М.: Высш. шк., 1983. — 110 с.
- Уборка кормовых культур в неблагоприятных погодных условиях / соавт. В. Г. Егоров. — М.: Моск. рабочий, 1988. — 205 с.
- Производство семян луговых трав в Нечерноземье / соавт.: Л. В. Дианов и др. — М., 1991. — 96 с.
- Защита растений от болезней: учеб. пособие для студентов вузов по агрон. спец. / соавт.: В. А. Шкаликов и др. — М.: Колос, 2001. — 245 с. — То же. — 2-е изд., испр. и доп. — М.: КолосС, 2003. — 255 с.
- Защита растений от вредителей: учеб. пособие для студентов вузов по агрон. спец. / соавт.: В. В. Исаичев и др. — М.: КолосС, 2002. — 469 с.
- Сельскохозяйственные машины: учеб. для студентов вузов / соавт. В. М. Халанский. — М.: КолосС, 2003. — 624 с.
- Кормопроизводство: учеб. для студентов вузов / соавт.: Н. В. Парахин и др. — М.: КолосС, 2006. — 432 с.
- Растениеводство / соавт. Г. С. Посыпанов. — М.: КолосС, 2006. — 612 с.
- Культура клевера на семена / Рос. гос. аграр. ун-т — МСХА им. К. А. Тимирязева. — М., 2007. — 159 с.
- Практикум по механизации и автоматизации сельскохозяйственного производства / соавт.: В. А. Воробьев и др. — М.: КолосС, 2009. — 216 с.
- Защита растений от болезней: учеб. для студентов аграр. вузов / соавт.: В. А. Шкаликов и др. — 3-е изд., испр. и доп. — М.: КолосС, 2010. — 403 с.
- Механизация растениеводства (термины и определения): учеб. пособие / соавт.: В. М. Халанский и др. — М.: Изд-во РГАУ — МСХА, 2012. — 265 с.